# Municipio de Ganeer
El municipio de Ganeer (en inglés: Ganeer Township) es un municipio ubicado en el condado de Kankakee en el estado estadounidense de Illinois. En el año 2010 tenía una población de 3215 habitantes y una densidad poblacional de 30,84 personas por km².

## Geografía
El municipio de Ganeer se encuentra ubicado en las coordenadas 41°9′32″N 87°42′31″O / 41.15889, -87.70861. Según la Oficina del Censo de los Estados Unidos, el municipio tiene una superficie total de 104.26 km², de la cual 103,39 km² corresponden a tierra firme y (0,83 %) 0,87 km² es agua.

## Demografía
Según el censo de 2010, había 3215 personas residiendo en el municipio de Ganeer. La densidad de población era de 30,84 hab./km². De los 3215 habitantes, el municipio de Ganeer estaba compuesto por el 75,49 % blancos, el 16,8 % eran afroamericanos, el 0,44 % eran amerindios, el 0,62 % eran asiáticos, el 4,91 % eran de otras razas y el 1,74 % eran de una mezcla de razas. Del total de la población el 12,41 % eran hispanos o latinos de cualquier raza.